# Mackville, Kentucky
Mackville är en stad (city) i Washington County i delstaten Kentucky, USA. 2010 hade staden 222 invånare.